# Vẫn thạch Hoba
Vẫn thạch Hoba (/ˈhoʊbə/ HOH-bə), viết tắt của Hoba Tây, là một vẫn thạch nằm ở trang trại cùng tên, không xa Grootfontein, trong khu vực Otjozondjupa của Namibia. Nó đã được phát hiện nhưng vì khối lượng quá lớn của nó, nó chưa bao giờ được di chuyển từ nơi nó rơi xuống. Khối lượng của vẫn thạch ước tính hơn 60 tấn. Đây là vẫn thạch nguyên khối lớn nhất được biết đến (dưới dạng một mảnh) và lớn gấp đôi mảnh vỡ lớn nhất của thiên thạch Cape York (Ahnighito 34 tấn) hoặc Campo del Cielo (Ganceso 30 tấn). Nó cũng là mảnh sắt xuất hiện tự nhiên lớn nhất (thực ra là hợp kim ferô) được biết đến trên bề mặt Trái Đất. Cái tên "Hoba" xuất phát từ tiếng Khoekhoe có nghĩa là "món quà".

## Va chạm
Vụ va chạm của vẫn thạch Hoba được cho là xảy ra hơn 80.000 năm trước. Người ta suy ra rằng bầu khí quyển của Trái Đất làm chậm lại vẫn thạch đến điểm mà nó ảnh hưởng đến bề mặt vẫn thạch ở vận tốc cuối, do đó vẫn thạch còn nguyên vẹn. Giả sử hệ số hạ xuống khoảng 1,3, vận tốc vẫn thạch khi đi vào bầu khí quyển của Trái Đất sẽ bị chậm lại đến khoảng 720 dặm Anh trên giờ (0,32 km/s), thường vượt quá vận tốc 10 km/s cho các đối tượng tương tự. Vẫn thạch này khác thường ở chỗ nó phẳng trên cả hai bề mặt chính.

## Khám phá
Vẫn thạch Hoba không để lại hố va chạm được bảo tồn và nó được phát hiện một cách may mắn. Vào năm 1920, chủ sở hữu của vùng đất, Jacobus Hermanus Brits, đã vấp phải vẫn thạch trong khi cày một trong những cánh đồng của mình bằng một con bò. Trong lúc cày, anh nghe thấy một âm thanh cào kim loại lớn và lưỡi cày dừng lại đột ngột. Vật cản được khai quật, được xác định là vẫn thạch và được mô tả bởi ông Brits, người có báo cáo được xuất bản năm 1920 và có thể được xem tại Bảo tàng Grootfontein ở Namibia.
Friedrich Wilhelm Kegel chụp bức ảnh đầu tiên công bố về vẫn thạch Hoba.

## Mô tả và thành phần
Hoba là một vẫn thạch bằng kim loại, có kích thước 2,7×2,7×0,9 mét (8,9×8,9×3,0 ft). Năm 1920 khối lượng của nó được ước tính là 66 tấn. Do xói mòn, lấy mẫu khoa học và phá hoại trong những năm qua đã giảm khối lượng của nó. Khối lượng còn lại ước tính chỉ hơn 60 tấn. Thiên thạch bao gồm khoảng 84% sắt và 16% niken, với dấu vết của coban. Nó được phân loại là một thiên thạch sắt ataxit thuộc nhóm hóa chất giàu niken IVB. Một lớp vỏ hydroxide sắt có mặt cục bộ trên bề mặt, do thời tiết.

## Lịch sử hiện đại
Trong một nỗ lực để kiểm soát phá hoại và với sự cho phép từ bà O. Scheel, chủ trang trại vào thời điểm đó, chính phủ Tây Nam Phi (nay là Namibia) vào ngày 15 tháng 3 năm 1955, tuyên bố thiên thạch Hoba là một di tích quốc gia. Năm 1979, tuyên bố đã được thay đổi để bao gồm không chỉ thiên thạch mà còn cả vùng đất 25m x 25 m xung quanh đó. Năm 1985, Rössing Uranium Ltd. đã cung cấp các nguồn lực và tiền cho chính phủ Namibia để cung cấp thêm sự bảo vệ chống lại sự phá hoại. Năm 1987, ông J. Engelbrecht, chủ trang trại Hoba West, đã tặng vẫn thạch và địa điểm nơi nó nằm cho nhà nước cho mục đích giáo dục. Cuối năm đó, chính phủ đã mở một trung tâm du lịch tại địa điểm này. Do những phát triển này, sự phá hoại của thiên thạch Hoba đã chấm dứt và hiện nó được hàng ngàn khách du lịch ghé thăm mỗi năm. Nó có thể được nhìn thấy từ hình ảnh vệ tinh, theo liên kết này.

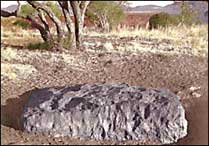
Vẫn thạch Hoba trước khi xây dựng.
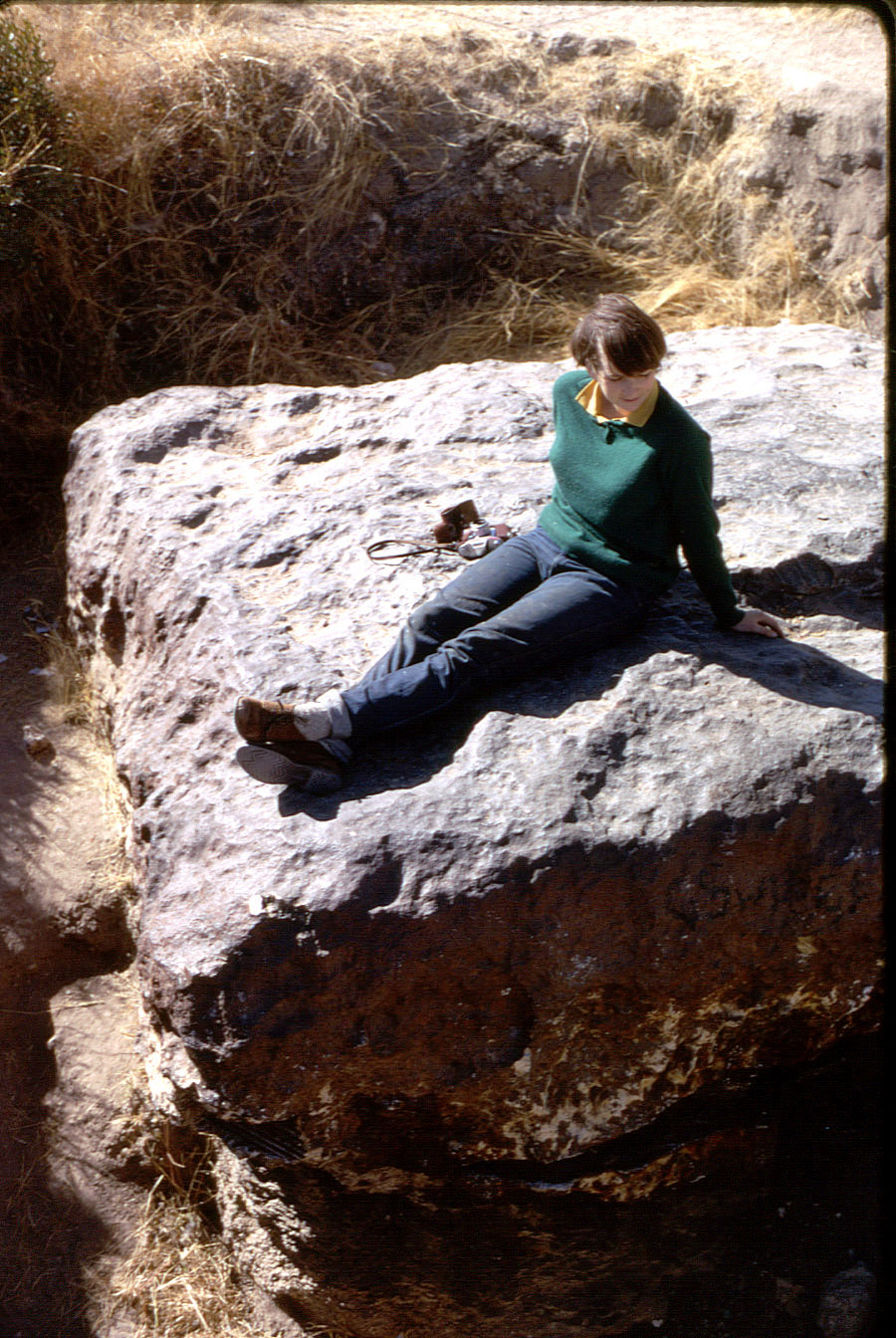
Một người ngồi trên vẫn thạch năm 1967.
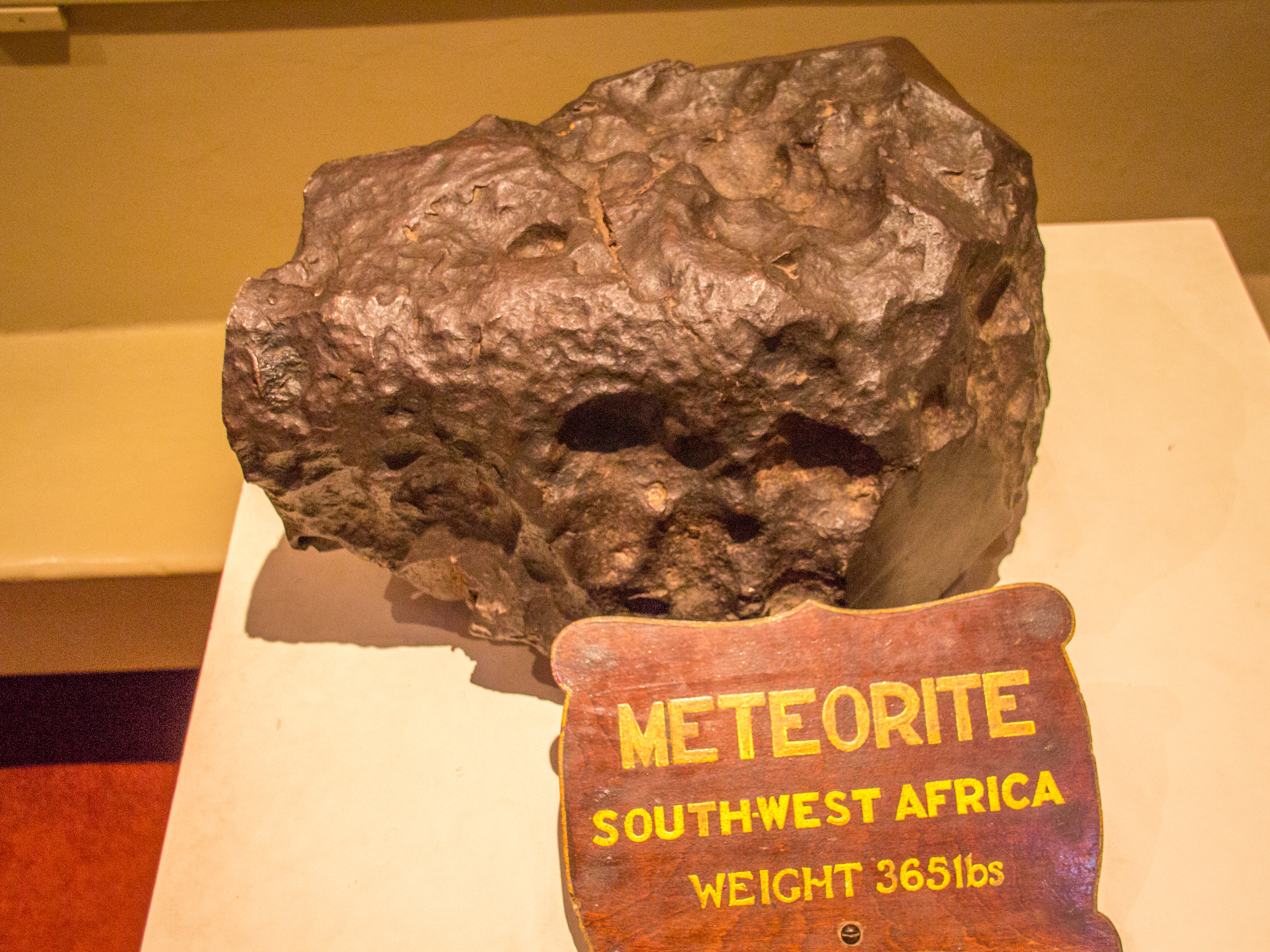
Một phần của vẫn thạch Hoba tại Công viên Tatton ở Anh.